# Coelioxys nodis
Coelioxys nodis är en biart som beskrevs av Baker 1975. Coelioxys nodis ingår i släktet kägelbin, och familjen buksamlarbin. Inga underarter finns listade i Catalogue of Life.